# Халитов, Рустэм Касимович
Рустэм Касимович Халитов (30.10.1920 — 22.05.1981) — механик-водитель танка 37-й гвардейской танковой бригады 2-го гвардейского механизированного корпуса 46-й армии 3-го Украинского фронта, гвардии старшина — на момент представления к награждению орденом Славы 1-й степени.

## Биография
Родился 30 октября 1920 года в столице Татарстана — городе Казань в семье служащего. Татарин. Окончил 9 классов и рабфак. Работал на различных предприятиях Казани.
В Красной Армии с июня 1941 года. Как лучший выпускник автомотоклуба Осоавиахима, был направлен в Ульяновск, где до 1944 года служил инструктором в 1-м Ульяновском танковом училище имени В. И. Ленина. Одним из его учеников был Александр Космодемьянский, будущий Герой Советского Союза, младший брат легендарной Зои Космодемьянской.
Рустэм Халитов рвался на фронт, периодически подал три рапорта начальнику училища, но каждый раз получал отказ. Только после очередного настойчивого рапорта, где говорилось, что в случае отказа он лично обратится с письмом к Верховному Главнокомандующему, желание Халитова было удовлетворено.
В боях Великой Отечественной войны с октября 1944 года. Член ВКП/КПСС с 1944 года. Сражался на 2-м и 3-м Украинских фронтах. Принимал участие в боях на территории Венгрии, Австрии, Чехословакии, в освобождении Праги, во взятии Будапешта, Вены.
Механик-водитель танка 37-й гвардейской танковой бригады гвардии старшина Рустэм Xалитов в составе экипажа 1 ноября 1944 года в бою в 16 километрах севернее города Кечкемет огнём и гусеницами танка поразил две пушки с тягачами, штабной автобус, свыше десяти противников.
Приказом от 10 ноября 1944 года за мужество и отвагу, проявленные в боях, гвардии старшина Халитов Рустэм Касимович награждён орденом Славы 3-й степени.
24 декабря 1944 года в боях за столицу Венгрии — город Будапешт Рустэм Xалитов в составе экипажа подбил два танка, вывел из строя три противотанковые орудия и более отделения живой силы.
Приказом по 46-й армии от 5 февраля 1945 года за мужество и отвагу, проявленные в боях, гвардии старшина Халитов Рустэм Касимович награждён орденом Славы 2-й степени.
28 марта 1945 года Рустэм Xалитов в составе 37-й гвардейской танковой бригады, действуя в разведке в районе города Дьёр, первым на своем танке ворвался в город.
В уличных боях в составе экипажа поразил тяжелый танк, два штурмовые и три противотанковые орудия и вывел из строя много солдат и офицеров противника.
Приказом по 46-й армии от 16 июня 1945 года за мужество и отвагу, проявленные в боях, гвардии старшина Халитов Рустэм Касимович повторно награждён орденом Славы 2-й степени.
Указом Президиума Верховного Совета СССР от 31 марта 1956 года Халитов Рустэм Касимович перенаграждён орденом Славы 1-й степени, став полным кавалером ордена Славы.
Участник исторического Парада Победы 24 июня 1945 года в Москве на Красной площади.
В 1946 гвардии старшина Р. К. Xалитов демобилизован из Вооруженных Сил СССР. Вернулся в родной город Казань. В 1954 году окончил авиационный институт. Работал научным сотрудником. По призыву партии Р. К. Халитов добровольно поехал в село и пять лет трудился главным механиком Арской машинно-тракторной станции. По возвращении в Казань работал мастером, а затем начальником цеха Казанского завода математических машин. Одновременно вел большую общественную работу, как член президиума Казанской секции Советского комитета ветеранов войны и член лекторской группы республиканского Дома ДОСААФ. 
Скончался 22 мая 1981 года.

Похоронен на Татарском кладбище в Казани. 
Награждён орденами Славы 1-й, 2-й и 3-й степени, медалями.
По ходатайству Президиума городского комитета ветеранов войны улица Компрессорная столицы Татарстана — Казани была переименована в улицу Халитова.